# Ortsstraße

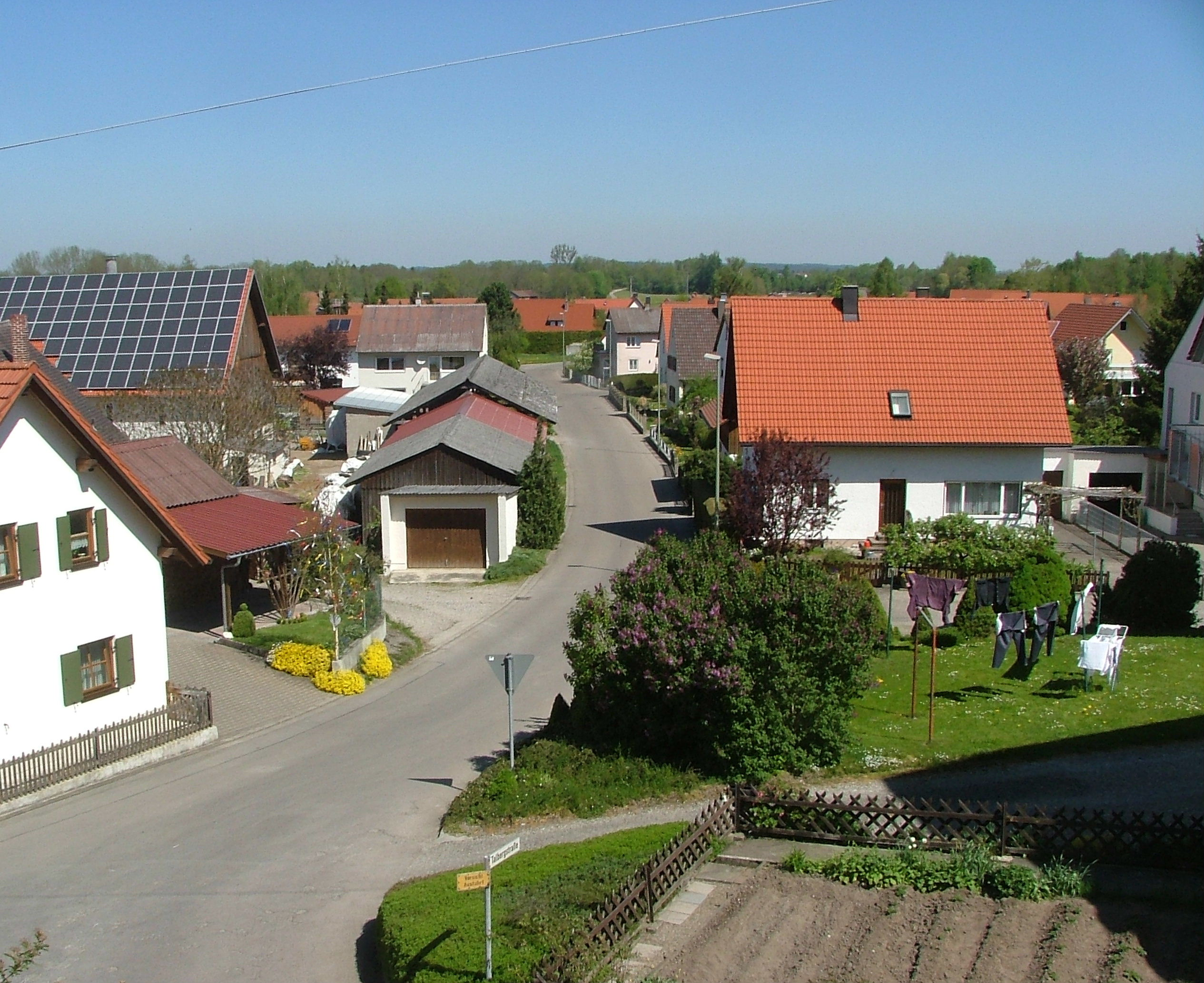
Ortsstraße in einem Wohngebiet

Die Ortsstraße (in der Schweiz: Innerortsstrasse, Ortsstrasse) ist im Verkehrswesen und Straßen- und Wegerecht eine Gemeindestraße, die dem Verkehr innerhalb der geschlossenen Ortslage oder innerhalb des räumlichen Geltungsbereichs eines Bebauungsplans im Sinn des Baugesetzbuchs (BauGB) dient. 

## Allgemeines
Diese Legaldefinition stammt aus Art. 46 Bayerisches Straßen- und Wegegesetz (BayStrWG), das die Gemeindestraßen in Ortsstraßen und Gemeindeverbindungsstraßen unterteilt. Zu den Ortsstraßen können auch Sammelstraßen im Sinne von § 127 Abs. 2 Nr. 3 BauGB zählen. Nicht zu den Ortsstraßen gehören die Ortsdurchfahrten von Bundesstraßen, Staatsstraßen und Kreisstraßen. Damit ist die Ortsstraße ein Rechtsbegriff des Landesrechts, der jedoch in einigen Bundesländern unbekannt ist (wie im StrWG NRW und StrWG RLP). Als Gemeindestraße (Straßenkategorie) kennzeichnet die Ortsstraße die Zuständigkeit für die Straßenbaulast, die der Gemeinde als Straßenbaulastträger obliegt. Bei Ortsdurchfahrten von Bundesstraßen, Staatsstraßen und Kreisstraßen liegt die Straßenbaulast  für die Fahrbahn – einwohnerabhängig – beim Bund bzw. bei den Bundesländern, für Gehwege und Arkplätze in der Regel bei der Gemeinde.
Ortsstraßen dienen in erster Linie der Erschließung, dem Straßenverkehr auf kürzeren Strecken und dem Aufenthalt.

## Einteilung
In Deutschland sind grundsätzlich der Bund der Straßenbaulastträger für die Bundesautobahnen und Bundesstraßen, die Bundesländer für die Landesstraßen (Staatsstraßen in den Freistaaten Bayern und Sachsen), die Landkreise für die Kreisstraßen und die Gemeinden für die Gemeindestraßen.
| Straßenbaulastträger         | Straßenkategorie               | Beispiele                                                     |
| ---------------------------- | ------------------------------ | ------------------------------------------------------------- |
| Bund                         | Bundesautobahnen Bundesstraßen | A4 · B55                                                      |
| Bundesländer                 | Landesstraßen Staatsstraßen    | L 232 L St232                                                 |
| Landkreise kreisfreie Städte | Kreisstraßen                   | K 125                                                         |
| Gemeinden                    | Gemeindestraßen                | Gemeindeverbindungsstraßen Innerortsstraßen, Außerortsstraßen |

Davon abweichend können Ortsdurchfahrten von Bundes- und Landes- bzw. Staatsstraßen – abhängig von der Einwohnerzahl – auch in der Straßenbaulast der jeweiligen Gemeinde liegen.

## International
In der Schweiz wird Begriff Innerortsstrassen bevorzugt, diese gehören zu den Nebenstrassen.
In Österreich wird in § 2 Abs. 1 Nr. 15 StVO vom „Straßennetz innerhalb eines Ortsgebiets“ gesprochen, sie sind Gemeindestraßen.
In englischsprachigen Ländern obliegt die Straßenbaulast für Ortsstraßen (englisch municipal roads) ebenfalls dem Städten und Gemeinden.

## Abgrenzung
Ortsdurchfahrten sind im Hinblick auf die Straßenbaulast keine Orts- oder Innerortsstraßen, sondern bleiben Bundes-, Landes- oder Kreisstraßen. Eine besondere Situation ergibt sich am Übergang von Bundes- und Landstraße zur Ortsstraße. Durch die Ortstafel am Ortseingang wird der Wechsel der zulässigen Höchstgeschwindigkeit (in der Regel 50 km/h) angezeigt. Ein allgemeinerer Begriff ist die Innerortsstraße – eine Straße innerhalb einer geschlossenen Ortschaft unabhängig von ihrer Zweckbestimmung. 